# Cijati (Cijati)
Cijati is een bestuurslaag in het regentschap Cianjur van de provincie West-Java, Indonesië. Cijati telt 2448 inwoners (volkstelling 2010).